# Ochrotrichia doehleri
Ochrotrichia doehleri is een fossiele soort schietmot uit de familie Hydroptilidae.